# Симићи (Власеница)
Симићи су насељено мјесто у општини Власеница, Република Српска, БиХ. Према попису становништва из 2013. у насељу је живио 171 становник.

## Географија
Доминантан је брдски рељеф. Кроз насеље протиче (тачније органичава га) ријека Тишча и више мањих водотокова. Кроз насеље, такође, пролази магистрални пут М 19.2.

## Историја
На сеоском гробљу, Рогојевина, налази се некропола Мраморова, тако да је насеље било насељено и у средњем вијеку. Садашње становништво се углавном досељава у првој половини 19. вијека из Херцеговине. Према Шематизму митрополије Дабробосанске из 1882. године, у селу Симићи (заједно са Рогојевином), живјело је 115 становника у 11 кућа. Село је припадало парохији Цикоте. По попису Аустро-Угарске из 1879 године, у селу живи 80 становника, до по попису из 1910. године, живи 123 становника. 
Првобитно је насеље било на висоравни, међутим, временом се становништво спушта и насељава ниже дијелове насеља а поред ријеке и магистралног пута. Тренутно је, на локолитету првобитног насеља, настањен веома мали број житеља и очекује се да ће у наступајућем времену тај дио села у потпуности запустити.

## Породице и славе
У насељеном мјесту Симићи живе (или су живиле) следеће породице: Ђурићи (Аранђеловдан), Стевановићи (Михољдан), Ковачевићи, Радићи (старосједиоци), Секулићи (Ђурђевдан), Обреновићи (Ђурђевдан, старосједиоци), Малишевићи, Матићи, Вуковићи, Милаковићи (Лучиндан) и Сикимићи.

## Мјесна заједница
Насеље Симићи је и сједиште истоимене мјесне заједнице која обухвата насељена мјеста: Драгашевац, Лукићи, Симићи и Мајсторовићи.

## Становништво
Према попису становништва из 2013. године, мјесто је имало 173 становника.
| Националност | 2013. | 1991. | 1981. | 1971. |
| Срби         | 171   | 200   | 259   | 285   |
| Хрвати       | 0     | 3     |       |       |
| Југословени  | 0     | 1     | 1     |       |
| Укупно       | 171   | 204   | 260   | 285   |

| Демографија | Демографија | Демографија |
| Година      | Становника  | Становника  |
| ----------- | ----------- | ----------- |
| 1961.       | 222         |             |
| 1971.       | 285         |             |
| 1981.       | 260         |             |
| 1991.       | 205         |             |
| 2013.       | 171         |             |